# Бахайские сады
Бахайские сады, также Террасы Веры Бахаи, висячие сады Хайфы — садовые террасы вокруг Храма Баба на горе Кармель в Хайфе, Израиль. Сады расположены в окрестностях районов Вади Ниснас (район арабов-христиан) и Адар. Являются одной из самых посещаемых туристических достопримечательностей в Израиле. Архитектор — иранец Фариборз Сахба, инженеры-конструкторы — Karban and Co из Хайфы. Вместе со Зданиями Всемирного центра бахаи в Западной Галилее входят в список объектов Всемирного наследия ЮНЕСКО.

## Символика
Террасы олицетворяют собой первых восемнадцать учеников Баба, названных «Буквами Живого», хотя ни одна конкретная терраса и не связана с отдельной Буквой.

## Устройство
Основную геометрию восемнадцати террас обеспечивают девять концентрических кругов. Подобно тому, как идентификация круга предполагает наличие центра, так и террасы были задуманы как порожденные из Храма Баба. Восемнадцать террас и одна терраса Храма Баба в общей сложности составляют девятнадцать террас. Девятнадцать — знаковое число в религиях Бахаи и Баби.
Фариборз Сахба начал работу в 1987 году, проектируя сады и осуществляя надзор за строительством. Террасы были открыты для публики в июне 2001 года. Начиная от основания, сады простираются почти на один километр вверх по склону горы Кармель, покрывая около 200 000 квадратных метров земли. Сады соединены между собой лестницей, по бокам которой два потока струящейся воды спускаются по склону горы через ступени и мосты террасы.
В садах есть элементы персидских райских садов, которые изолируют участок от шума окружающей среды и соединяют Здания Всемирного центра бахаи на горе Кармель вместе.

## Вода и экология
Система орошения включает в себя компьютер, который, основываясь на полученных метеорологических данных, управляет сотнями клапанов для распределения воды по садам путём разбрызгивания и капания. Это происходит ночью и ранним утром, чтобы избежать потери воды при испарении. Вода, которая течет вдоль лестницы, циркулирует в замкнутой системе внутри каждой террасы, поэтому потери воды минимальны.

## Галерея

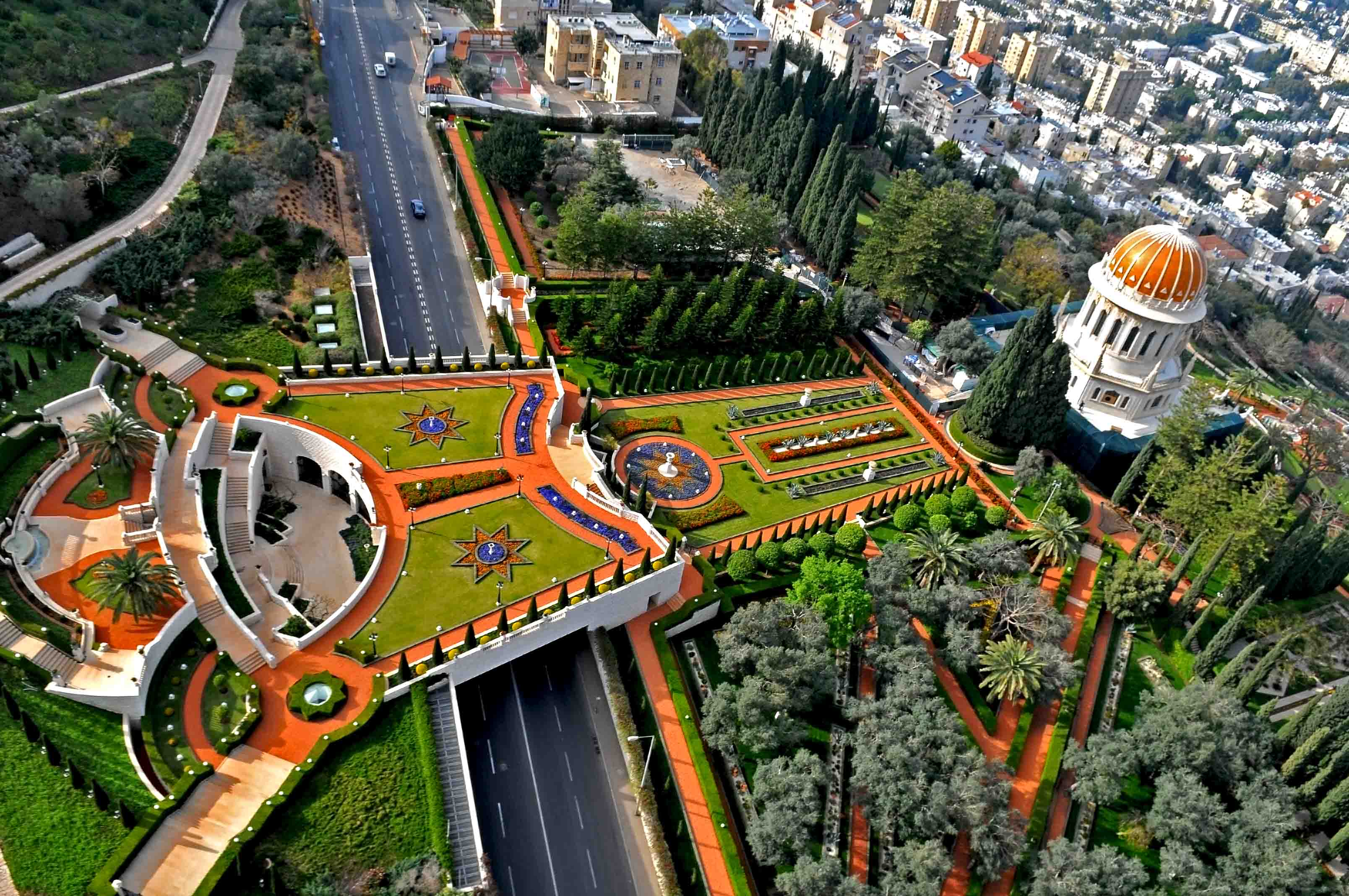
Вид с воздуха на террасу моста за Храмом Баба
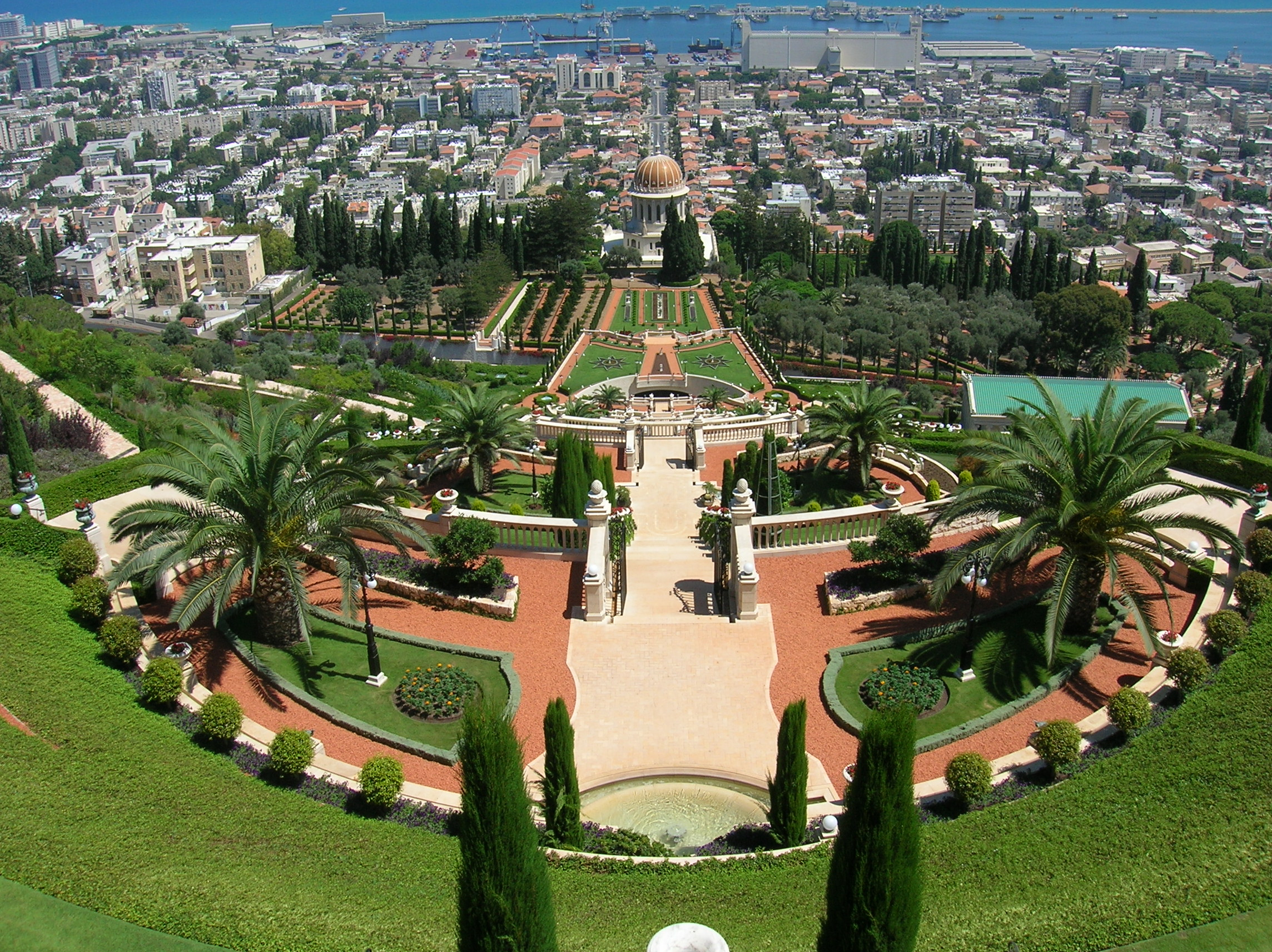
Вид на верхние террасы
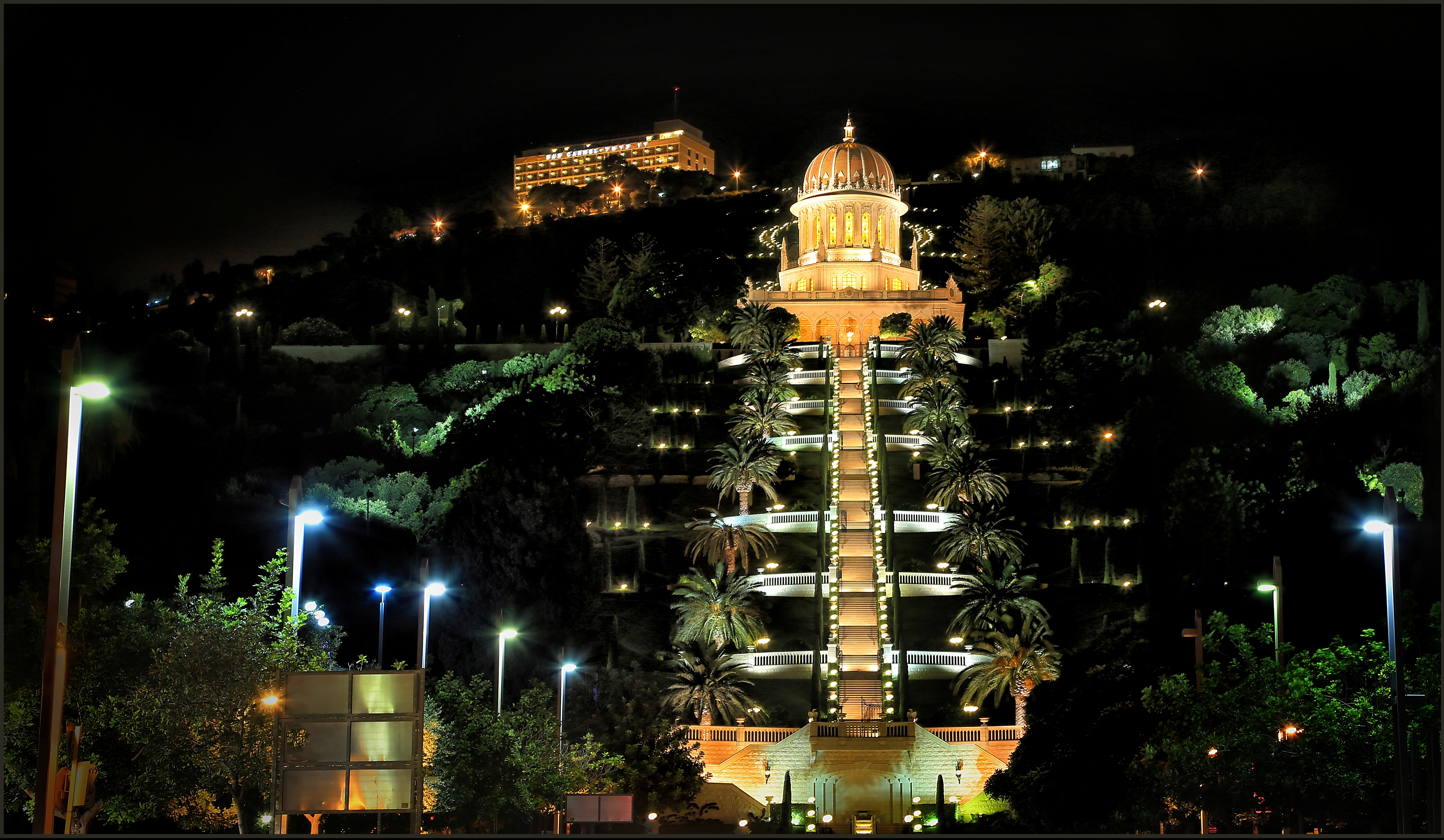
Сады в ночное время